# Эскивиас, Оскар
О́скар Эскивиас (исп. Óscar Esquivias; род. 28 июня 1972, Бургос) — испанский писатель.

## Биография
Окончил Бургосский университет, где изучал философию и филологию. Основатель и главный редактор нескольких литературных журналов (El Mono de la Tinta, 1994—1998; Calamar, 1999—2002). Постоянный автор в газете Diario de Burgos. Открытый гей ( Архивная копия от 1 февраля 2014 на Wayback Machine).

## Творчество
Автор новелл, романов, эссе, книг для детей. Каре Сантос причислила Эскивиаса к лучшим писателям его поколения ().

## Книги

### Романы
- El suelo bendito, Algaida, 2000 (Премия Ateneo Joven de Sevilla)
- Jerjes conquista el mar, Visor, 2001 (Премия Arte Joven de la Comunidad de Madrid; 2-е изд. Ediciones del Viento, 2009)
- Inquietud en el Paraíso, первая часть трилогии Божественная комедия (Ediciones del Viento, 2005, Премия критики сообщества Кастилия и Леон; итал. пер. 2009; в Испании готовится экранизация романа: )
- La ciudad del Gran Rey, 2-я часть трилогии, Чистилище (Ediciones del Viento, 2006)
- Viene la noche, 3-я часть трилогии, Ад (Ediciones del Viento, 2007)

### Новеллы
- La Marca de Creta. Ediciones del Viento, 2008 (премия Setenil за лучшую книгу рассказов года)
- Pampanitos verdes, Ediciones del Viento, 2010 (премия сетевого журнала литературной критики Буря в стакане)
- Andarás perdido por el mundo, Ediciones del Viento, 2016.[1]

## Эссе
- La ciudad de plata. El Pasaje de las Letras, 2008.

## Признание
Премия Al-Andalus (2012).